# Cuộc rút quân khỏi Dannevirke
Cuộc rút quân Dannervike là một sự kiện quân sự tại Đan Mạch trong cuộc Chiến tranh Schleswig lần thứ hai – cuộc chiến tranh đầu tiên trong quá trình thống nhất nước Đức, đã diễn ra vào đầu tháng 2 năm 1864. Mặc dù một cuộc giao tranh lớn chưa hề xảy ra khi quân đội liên minh Áo - Phổ dưới quyền chỉ huy của Thống chế Phổ Friedrich von Wrangel tấn công tuyến phòng ngự Dannervike của quân đội Đan Mạch – một hệ thống phòng thủ được người Đan Mạch hết mực tin tưởng như thể "tuyến phòng thủ Maginot" của thế kỷ 19, nhưng nguy cơ về một đợt công kích hoặc một vận động ngoặt của đối phương đã khiến cho Tổng tư lệnh quân đội Đan Mạch Christian Julius de Meza tiến hành triệt binh khỏi Dannervike vào đêm ngày 5 tháng 2 năm 1864, trong một cơn bão tuyết giữa mùa đông lạnh giá. Cuộc rút quân đã gây cho người Đan Mạch bất mãn, và dẫn đến việc de Meza bị Chính phủ Đan Mạch huyền chức.
Vào ngày 1 tháng 2 năm 1864, cuộc Chiến tranh Schleswig lần thứ hai bùng nổ. Dưới quyền Tổng tư lệnh Friedrich von Wrangel, 57.000 liên quân Áo - Phổ đã vượt qua sông Eider,, tại một số vị trí giữa Kiel và Rendsburg. Tổng tham mưu trưởng quân đội Phổ Helmuth von Moltke Lớn trước đó đã vạch ra kế hoạch đánh chiếm tuyến phòng thủ Dannervike bằng việc vượt qua sông Schlei ở Mysunde hoặc xa về phía đông để đánh bọc sườn trái của đối phương, mà không hề đánh bật quân Đan Mạch ra khỏi chiến tuyến của mình trước khi vận động ngoặt hoàn tất. Tuy nhiên, bản kế hoạch được đệ trình lên Wrangel như là một gợi ý chứ không phải là một mệnh lệnh ràng buộc. Trong ngày 1 tháng 2, với Quân đoàn I của Phổ ở bên phải và Quân đoàn II của Áo ở bên trái, liên quân Áo - Phổ đã tiến được vào lãnh thổ Schleswig từ 9 - 11 km, và buộc các tiền đồn của quân Đan Mạch phải rút lui. Vào ngày 2 tháng 2 năm 1864, Hoàng thân Friedrich Karl của Phổ chỉ huy Quân đoàn I đã tiến qua Eckernförde và Kochendorf tới Mysunde. Tại đây, ông triển khai binh lực để tiến công các pháo đài ở mạn nam sông Eider. Phía Đan Mạch đã đánh bật được cuộc tấn công của quân Phổ. Sau khi Friedrich Karl thông báo rằng các lực lượng dưới quyền của ông không thể đánh chiếm được các pháo đài của Đan Mạch, Wrangel ra lệnh cho ông dừng chân ở phía trước Mysunde trong vòng 3 ngày. Vào ngày 3 tháng 2, Quân đoàn III của Áo kéo về Dannevirke, trong khi Quân đoàn I của Phổ – vốn đã được đưa đến bằng đường sắt từ Altona – đã khởi hành từ Rendsburg đến bên sườn trái của quân Áo và cùng hành quân với họ. Lực lượng tiền vệ của Áo đã tấn công dữ dội vào một tiền đồn của Đan Mạch tại Oberselk và đẩy lùi đối phương,, và sự mãnh liệt của đợt công kích này đã khiến cho Wrangel nhào tới và ôm hơn viên chỉ huy của lữ đoàn Áo đã tấn công thắng lợi. Trong khi đó, lính tiền vệ của Quân đoàn I của Phổ đẩy bật một nhóm quân Đan Mạch ra khỏi Jagel.
Trước tình hình đó, quân Đan Mạch đã rơi vào nguy cơ bị 3 vạn quân Áo và Phổ tấn công ở trung tâm, trong khi 2 vạn rưỡi quân Phổ đã xuất hiện trên bán đảo Schwansen, sẵn sàng vượt sông Schlei. Trong ngày 4 tháng 2, quân đồng minh tiến hành thám sát, và đến ngày 5 tháng 2 năm 1864, Thống chế Wrangel đã xuống lệnh cho Hoàng thân Friedrich Karl và quân đoàn của ông này tiến xuống bán đảo, để vào ngày 6 tháng 2 sẽ vượt sông Schlei tại Arnis – gần địa điểm mà sông này đổ ra biển Baltic. Wrangel đã dự kiến sẽ phát động cuộc tấn công của mình vào các pháo đài giữa Schleswig và sông Treene vào chiều ngày 6 tháng 2, khi Quân đoàn I theo dự định sẽ tiến đánh Mysunde sau khi vượt sông Schlei tại Arnis. Nhưng, vào buổi sáng ngày 6 tháng 2, quân Đan Mạch mất tăm. Bởi vì, nhận thấy rằng chiến tuyến tại Dannevirke quá dài để phòng ngự với số quân sẵn có và một cuộc đột phá của quân đồng minh Áo - Phổ sẽ tận diệt quân đội Đan Mạch, tướng de Meza đã phát lệnh triệt binh vào đêm ngày 5 tháng 2. Ông đã cắt đường dây điện báo với Bộ Chiến tranh Đan Mạch để tránh việc mệnh lệnh của ông bị hủy bỏ. Quân Đan Mạch phải bỏ lại phần lớn các khẩu đại bác của mình tại tuyến phòng thủ Dannevirke. Đây là một cuộc rút lui khủng khiếp, do một cơn bão tuyết xảy ra trong khi trời lạnh dưới âm độ. Những người lính mệt mỏi và buốt giá của Đan Mạch phải di chuyển trong tình cảnh khó khăn, trong khi các sĩ quan thôi thúc họ tiến về phía trước. Trong trận Sankelmark đẫm máu, Lữ đoàn số 7 của Đan Mạch đã chặn đứng cuộc truy kích của quân đội Áo, và cuộc triệt thoái tiếp tục trong khi đối phương theo chân quân Đan Mạch một cách chậm rãi.
Lực lượng chủ lực của đoàn quân gồm 44.000 người dưới quyền de Meza đã kéo đến Dybbøl và Sonderborg. 10 binh sĩ Đan Mạch đã chết cóng trong cuộc hành binh và phần còn lại bị kiệt quệ hoàn toàn. Cuộc rút lui đã khiến cho chính quyền Đan Mạch giận dữ cách chức De Meza vào ngày 7 tháng 2, bất chấp quân đội Đan Mạch đang trong quá trình tổ chức cuộc phòng ngự quan trọng tại Dybbøl. De Meza chính thức bị sa thải vào ngày 28 tháng 2 và cho dù ông lại trở thành tướng vào ngày 5 tháng 8 năm 1864, ông không còn trực tiếp tham gia cuộc chiến tranh nữa. Mặt khác, có thể thấy cuộc triệt binh đã được tiến hành một cách khéo léo và một số một phần của pháo lực Đan Mạch bị bỏ lại, quân đội Đan Mạch đã đến được vị trí phòng ngự mới mà gần như là nguyên vẹn. Các nhà sử học đã kết luận rằng nếu quân đội Đan Mạch không rút lui, tuyến phòng ngự Dannevirke sẽ bị chọc thủng, và ngày cả một ủy ban do chính quyền Đan Mạch bổ nhiệm để điều tra và chứng minh các nguyên nhân mà người Đan Mạch từ bỏ Dannevirke đã hoàn toàn thức lỗi cho de Meza trong một bản báo cáo vào ngày 10 tháng 3 năm 1864, và quy trách nhiệm cho Bộ Chiến tranh vì thiếu chuẩn bị và không chú tâm.